# Teodor Koskenniemi
Teodor Koskenniemi (Finlandia, 5 de noviembre de 1887-15 de marzo de 1965) fue un atleta finlandés, especialista en la prueba de campo través por equipo en la que llegó a ser campeón olímpico en 1920.

## Carrera deportiva
En los JJ. OO. de Amberes 1920 ganó la medalla de oro en la prueba de campo través por equipo, consiguiendo 10 puntos, por delante de Reino Unido (plata con 21 puntos) y Suecia (bronce con 23 puntos), siendo sus compañeros de equipo: Paavo Nurmi y Heikki Liimatainen.